# Chorisembia howdeni
Chorisembia howdeni is een insectensoort uit de familie Anisembiidae, die tot de orde webspinners (Embioptera) behoort. De soort komt voor in Trinidad en Tobago.
Chorisembia howdeni is voor het eerst wetenschappelijk beschreven door Ross in 2003.